# 伊格拉德卡拉特拉瓦
伊格拉德卡拉特拉瓦，是西班牙安达卢西亚自治区哈恩省的一个市镇。总面积39平方公里，总人口678人（2001年），人口密度17人/平方公里。